# Списък на членовете на „Скорпиънс“
„Скорпиънс“ е германска рок група, създадена от Рудолф Шенкер през в Хановер през 1965 г. През първите години групата преминава през многобройни промени в състава си, преди да се установи постоянен такъв с вокалиста Клаус Майне, китариста Михаел Шенкер (по-малкият брат на Рудолф Шенкер), басиста Лотар Хаймберг и барабаниста Волфганг Дзиони, който записва и издава дебютният албум на „Скорпиънс“ – Lonesome Crow (1972). Михаел Шенкер, Лотар Хаймберг и Волфганг Дзиони напускат групата година по-късно, а останалите членове се присъединяват за кратко към „Дон Роуд“, където по това време са китариста Улрих Джон Рот, басиста Франсис Буххолц, барабаниста Юрген Розентал и Ахим Киршинг – клавишни, които Рудолф Шенкер и Клаус Майне адаптират към новия състав на „Скорпиънс“ и през 1974 г. издават втория си албум Fly to the Rainbow.
Юрген Розентал напуска веднага след записите на Fly to the Rainbow, като е заменен от Юрген Флетчър а след това на негово място идва Руди Ленърс, с когото групата издава In Trance (1975) и Virgin Killer (1976). През 1977 г. Руди Ленърс е заменен от Херман Раребел чиито първи запис със „Скорпиънс“ е Taken by Force (1977). Улрих Джон Рот напуска групата на следващата година, което той обяснява с думите, че не е съгласен с музикалната посока към която групата се стреми. Михаел Шенкер се завръща за кратко в групата след като е уволнен от „Ю Еф Оу“ в края на 1978 г., и записва китари в няколко песни за Lovedrive (1979), но е заменен година по-късно от Матиас Ябс, който се присъединява към „Скорпиънс“ също през 1978 г. Съставът на групата с Рудолф Шенкер, Клаус Майне, Матиас Ябс, Франсис Буххолц и Херман Раребел остава постоянен от 1978 г. до 1992 г.
След 19 години в групата, Франсис Буххолц напуска „Скорпиънс“ през 1992 г. поради умора произтичаща от турнето Crazy World Tour, както и бизнес проблеми между него и Рудолф Шенкер. По-късно през годината на негово място идва Ралф Рикерман. Три годни по-късно и Херман Раребел напуска групата, като той твърди, че не е доволен от промяната в музикалната посока на „Скорпиънс“ и от липсата на композиция, която той не приема. Херман Раребел е заменен през 1996 г. от Джеймс Котак, след като Курт Крес записва с групата Pure Instinct. Ралф Рикерман напуска „Скорпиънс“ през 2003 г., а Павел Мончивода заема неговото място в началото на следващата година. През септември 2016 г. Мики Дий заменя уволнения Джеймс Котак.

## Членове

### Настоящи
| Снимка | Имена           | Активни години      | Музикални инструменти                      | Издания                                                                                   |
| ------ | --------------- | ------------------- | ------------------------------------------ | ----------------------------------------------------------------------------------------- |
|        | Рудолф Шенкер   | 1964 – 1973; 1974 – | ритъм китара и основни китари задни вокали | всички издания на „Скорпиънс“                                                             |
|        | Клаус Майне     | 1969 – 1973; 1974 – | вокали и задни вокали случайни китари      | всички издания на „Скорпиънс“                                                             |
|        | Матиас Ябс      | 1978 –              | основни и ритъм китари задни вокали        | всички издания на „Скорпиънс“ от Lovedrive (1979)                                         |
|        | Павел Мончивода | 2004 –              | бас китара задни вокали                    | всички издания на „Скорпиънс“ от Unbreakable (2004)                                       |
|        | Мики Дий        | 2016 –              | барабани задни вокали                      | всички издания на „Скорпиънс“ от Born to Touch Your Feelings: Best of Rock Ballads (2017) |

### Бивши
| Снимка | Имена              | Активни години           | Музикални инструменти                                        | Издания |
| ------ | ------------------ | ------------------------ | ------------------------------------------------------------ | --- |
|        | Волфганг Дзиони    | 1965 – 1972              | барабани ударни музикални инструменти основни и задни вокали | Lonesome Crow (1972) |
|        | Ахим Кирхов        | 1965 – 1968              | бас                                                          | няма |
|        | Карл-Хайнц Фьолмер | 1965 – 1967              | основна китара задни вокали                                  | няма |
|        | Вернер Хойер       | 1967                     | основни вокали                                               | няма |
|        | Урлих Воробец      | 1967 – 1969              | основна китара задни вокали                                  | няма |
|        | Бернд Хегнер       | 1967 – 1969              | основни вокали                                               | няма |
|        | Лотар Хаймберг     | 1968 – 1972              | бас задни вокали                                             | Lonesome Crow (1972) |
|        | Михаел Шенкер      | 1969 – 1973; 1978 – 1979 | основна китара задни вокали                                  | Lonesome Crow (1972), Lovedrive (1979) и Live at Wacken Open Air (2007)                                                   |
|        | Вернер Лор         | 1972                     | барабани ударни музикални инструменти                        | няма |
|        | Джо Уайман         | 1972                     | барабани ударни музикални инструменти                        | няма |
|        | Хелмут Айзенхут    | 1973                     | барабани ударни музикални инструменти                        | няма |
|        | Франсис Буххолц    | 1973 – 1992              | бас задни вокали                                             | всички издания на „Скорпиънс“ от Fly to the Rainbow (1974) до Crazy World Tour Live (1991) и Live Bites (1995)            |
|        | Улрих Джон Рот     | 1973 – 1978              | основна китара основни и задни вокали                        | всички издания на „Скорпиънс“ от Fly to the Rainbow (1974) до Tokyo Tapes (1978) и Live at Wacken Open Air (2007)         |
|        | Юрген Розентал     | 1973 – 1974              | барабани ударни музикални инструменти                        | Fly to the Rainbow (1974)                                                                                                 |
|        | Ахим Киршинг       | 1973 – 1974 1975 – 1977  | клавиши синтезатори                                          | Fly to the Rainbow (1974) In Trance (1975)                                                                                |
|        | Юрген Фехтър       | 1974 – 1975              | барабани ударни музикални инструменти                        | няма |
|        | Руди Ленърс        | 1975 – 1977              | барабани ударни музикални инструменти                        | In Trance (1975) Virgin Killer (1976)                                                                                     |
|        | Херман Раребел     | 1977 – 1995              | барабани ударни музикални инструменти задни вокали           | всички издания на „Скорпиънс“ от Taken by Force (1977) до Live Bites (1995) и Live at Wacken Open Air (2007)              |
|        | Ралф Рикерман      | 1992 – 2003              | бас задни вокали                                             | всички издания на „Скорпиънс“ от Face the Heat (1993) до Bad for Good: The Very Best of Scorpions (2003) – две нови песни |
|        | Курт Крес          | 1995 – 1996              | барабани ударни музикални инструменти                        | Pure Instinct (1996) |
|        | Джеймс Котак       | 1996 – 2016              | барабани ударни музикални инструменти задни вокали           | всички издания на „Скорпиънс“ от Eye II Eye (1999) до Forever and a Day (2015)                                            |

## Състави
| Период                                                     | Членове | Издания |
| ---------------------------------------------------------- | --- | --- |
| 1964 – 1967                                                | - Рудолф Шенкер – ритъм китара, основни вокали - Волфганг Дзиони – барабани, ударни, основни вокали - Карл-Хайнц Фьолмер – основна китара, задни вокали - Ахим Кирхов – бас, задни вокали                                                   | няма |
| 1967                                                       | - Вернер Хойер – основни вокали - Карл-Хайнц Фьолмер – основна китара, задни вокали - Рудолф Шенкер – ритъм китара, задни вокали - Ахим Кирхов – бас, задни вокали - Волфганг Дзиони – барабани, ударни, задни вокали                       | няма |
| 1967 – 1968                                                | - Бернд Хегнер – основни вокали - Урлих Воробец – основна китара, задни вокали - Рудолф Шенкер – ритъм китара, задни вокали - Ахим Кирхов – бас, задни вокали - Волфганг Дзиони – барабани, ударни, задни вокали                            | няма |
| 1968 – 1969                                                | - Бернд Хегнер – основни вокали - Урлих Воробец – основна китара, задни вокали - Рудолф Шенкер – ритъм китара, задни вокали - Лотар Хаймберг – бас, задни вокали - Волфганг Дзиони – барабани, ударни, задни вокали                         | няма |
| 1969 – ноември 1972                                        | - Клаус Майне – основни вокали - Михаел Шенкер – основна китара, задни вокали - Рудолф Шенкер – ритъм китара, задни вокали - Лотар Хаймберг – бас, задни вокали - Волфганг Дзиони – барабани, ударни, задни вокали                          | - Lonesome Crow (1972) |
| Ноември – декември 1972                                    | - Клаус Майне – основни вокали - Михаел Шенкер – основна китара, задни вокали - Рудолф Шенкер – ритъм китара, задни вокали - Лотар Хаймберг – бас, задни вокали - Джо Уайман – барабани, ударни                                             | няма |
| Декември 1972 – юни 1973                                   | - Клаус Майне – основни вокали - Михаел Шенкер – основна китара, задни вокали - Рудолф Шенкер – ритъм китара, задни вокали - Лотар Хаймберг – бас, задни вокали - Вернер Лор – барабани, ударни                                             | няма |
| Юни 1973                                                   | - Клаус Майне – основни вокали - Михаел Шенкер – основна китара, задни вокали - Рудолф Шенкер – ритъм китара, задни вокали - Лотар Хаймберг – бас, задни вокали - Хелмут Айзенхут – барабани, ударни                                        | няма |
| Групата е неактивна от средата на 1973 до началото на 1974 | | |
| Началото на 1974 – средата на 1974                         | - Клаус Майне – основни вокали - Улрих Джон Рот – основна китара, задни вокали - Рудолф Шенкер – ритъм китара, задни вокали - Франсис Буххолц – бас, задни вокали - Юрген Розентал – барабани, ударни - Ахим Киршинг – клавиши, синтезатори | - Fly to the Rainbow (1974) |
| Септември 1974 – януари 1975                               | - Клаус Майне – основни вокали - Улрих Джон Рот – основна китара, задни вокали - Рудолф Шенкер – ритъм китара, задни вокали - Франсис Буххолц – бас, задни вокали - Юрген Фехтър – барабани, ударни                                         | няма |
| Януари 1975 – май 1977                                     | - Клаус Майне – основни вокали - Улрих Джон Рот – основна китара, задни вокали - Рудолф Шенкер – ритъм китара, задни вокали - Франсис Буххолц – бас, задни вокали - Руди Ленърс – барабани, ударни                                          | - In Trance (1975) - Virgin Killer (1976) |
| Май 1977 – май 1978                                        | - Клаус Майне – основни вокали - Улрих Джон Рот – основна китара, задни вокали - Рудолф Шенкер – ритъм китара, задни вокали - Франсис Буххолц – бас, задни вокали - Херман Раребел – барабани, ударни, задни вокали                         | - Taken by Force (1977) - Tokyo Tapes (1978) |
| Август – септември 1978                                    | - Клаус Майне – основни вокали - Матиас Ябс – основна китара, задни вокали - Рудолф Шенкер – ритъм китара, задни вокали - Франсис Буххолц – бас, задни вокали - Херман Раребел – барабани, ударни, задни вокали                             | - Lovedrive (1979) |
| Септември 1978 – април 1979                                | - Клаус Майне – основни вокали - Михаел Шенкер – основна китара, задни вокали - Рудолф Шенкер – ритъм китара, задни вокали - Франсис Буххолц – бас, задни вокали - Херман Раребел – барабани, ударни, задни вокали                          | - Lovedrive (1979) |
| Април 1979 – началото на 1992                              | - Клаус Майне – основни вокали - Матиас Ябс – основна китара, задни вокали - Рудолф Шенкер – ритъм китара, задни вокали - Франсис Буххолц – бас, задни вокали - Херман Раребел – барабани, ударни, задни вокали                             | - Animal Magnetism (1980) - Blackout (1982) - Love at First Sting (1984) - First Sting (1984) - World Wide Live (1985) - Savage Amusement (1988) - To Russia with Love and Other Savage Amusements (1988) - Moscow Music Peace Festival (1989) - Crazy World (1990) - Roger Waters The Wall Berlin (1990) - Crazy World Tour Live (1991) |
| Декември 1992 – средата на 1995                            | - Клаус Майне – основни вокали - Матиас Ябс – основна китара, задни вокали - Рудолф Шенкер – ритъм китара, задни вокали - Ралф Рикерман – бас, задни вокали - Херман Раребел – барабани, ударни, задни вокали                               | - Face the Heat (1993) - Live Bites (1995) |
| Края на 1995 – началото на 1996                            | - Клаус Майне – основни вокали - Матиас Ябс – основна китара, задни вокали - Рудолф Шенкер – ритъм китара, задни вокали - Ралф Рикерман – бас, задни вокали - Курт Крес – барабани, ударни (само за записите)                               | - Pure Instinct (1996) |
| Началото на 1996 – края на 2003                            | - Клаус Майне – основни вокали - Матиас Ябс – основна китара, задни вокали - Рудолф Шенкер – ритъм китара, задни вокали - Ралф Рикерман – бас, задни вокали - Джеймс Котак – барабани, ударни, задни вокали                                 | - Eye II Eye (1999) - Moment of Glory (2000) - Acoustica (2001) |
| Януари 2004 – септември 2016                               | - Клаус Майне – основни вокали - Матиас Ябс – основна китара, задни вокали - Рудолф Шенкер – ритъм китара, задни вокали - Павел Мончивода – бас, задни вокали - Джеймс Котак – барабани, ударни, задни вокали                               | - Unbreakable (2004) - One Night in Vienna (2004) - Humanity Hour I (2007) - Live at Wacken Open Air (2007) - Amazonia – Live In The Jungle (2009) - Sting in the Tail (2010) - Live 2011 - Get Your Sting & Blackout (2011) - Comeblack (2011) - MTV Unplugged in Athens (2013) - Return to Forever (2015) - Forever and a Day (2015)   |
| Септември 2016 –                                           | - Клаус Майне – основни вокали - Матиас Ябс – основна китара, задни вокали - Рудолф Шенкер – ритъм китара, задни вокали - Павел Мончивода – бас, задни вокали - Мики Дий – барабани, ударни                                                 | - Born to Touch Your Feelings: Best of Rock Ballads (2017) - Rock Believer (2022) |